# Suez Recyclage & Revalorisation France
Pour les articles homonymes, voir Sita.
 (janvier 2011).
Si vous disposez d'ouvrages ou d'articles de référence ou si vous connaissez des sites web de qualité traitant du thème abordé ici, merci de compléter l'article en donnant les références utiles à sa vérifiabilité et en les liant à la section « Notes et références ».
Suez Recyclage & Revalorisation France, ou Suez RV France, anciennement SITA, acronyme de « Société Industrielle des Transports Automobiles », est une entreprise française spécialisée dans la gestion et la valorisation des déchets devenue filiale du groupe Suez en 2015. Elle est l'une des deux principales activités de Suez en France avec Suez Eau France.

## Historique
En 1919, la société Mariage remporte le marché de la ville de Paris pour la mise au point d'une voiture électrique destinée pour la collecte et au ramassage des ordures ménagères. En août de la même année, la société est rebaptisée « Société Industrielle des Transports Automobiles » : « SITA ».
L'adresse d'alors est au 97 à 115 rue Ardoin à Saint-Ouen (Seine) : Téléphone NORd-64-45 (selon l'ancienne numérotation téléphonique).
De 1970 à 1980, la SITA structure la filière pour intervenir sur l’ensemble du cycle du déchet. L’action est mise sur l’optimisation de l’efficacité énergétique et la récupération d’énergie sur les sites d’incinération et la modernisation du matériel et la création de nouveaux sites.
En 1990, la SITA mise sur le recyclage et étend ses activités de recherche pour développer de nouvelles solutions et offrir un service de « propreté globale ».
En 1998, la SITA regroupe ses activités de collecte, de tri et de stockage de déchets par régions, et crée un réseau de proximité régionale.
En 2003, le groupe Suez regroupe ses activités d’eau, de propreté et d’ingénierie dans Suez Environnement.
En 2010, la SITA devient l’acteur de référence sur le marché du recyclage. Avec ses solutions de valorisation matière, biologique et énergétique, la SITA contribue à l’essor de l’économie circulaire avec comme objectif : 1,21 tonne de déchets valorisée pour 1 tonne éliminée.
En 2013, SITA comptait 20 000 employés, 80 000 clients entreprises et collectivités et réalisait un chiffre d’affaires annuel de 3,6 milliards d’euros, valorisant 11,4 millions de tonnes de déchets.
Le 12 mars 2015, la marque SITA, et toutes les marques du groupe, est abandonnée au profit de la marque unique de son groupe de rattachement : Suez Environnement devenu Suez en juillet 2015,,.
En avril 2021, Suez et Veolia annoncent être parvenus à un accord de principe permettant le rapprochement entre les deux groupes, en valorisant Suez à environ 13 milliards d'euros. Les activités qui ne sont pas acquises par Veolia incluent les activités « Eau », Suez Eau France, et « Déchets », Suez Recyclage & Revalorisation France, de Suez en France, mais également ses activités en Italie, en Australie, en République tchèque et en Inde, entité qui aura comme actionnaires les fonds d'investissement Meridiam, Ardian et Global Infrastructure Partners ainsi que la Caisse des Dépôts.
Le 14 décembre 2021, la Commission européenne autorise le rachat de Suez par Veolia pour 13 milliards d'euros, néanmoins « subordonné au respect intégral » des engagements qui « éliminent entièrement les problèmes de concurrence relevés », qui inclut de céder les activités de Suez en France, dont Suez Eau France et Suez Recyclage & Revalorisation France.

## Identité visuelle

Logo de la SITA jusqu'en 2015.
Logo de Suez Recyclage et Revalorisation France depuis 2015.